# Zanzíbar (ciudad)
La Ciudad de Zanzíbar (en inglés: Zanzibar City; en suajili: Jiji la Zanzibar; en árabe: مدينة زنجبار‎; a menudo citada simplemente como Zanzíbar) es la capital y mayor ciudad de Zanzíbar, en Tanzania. Se encuentra en la costa oeste de Unguja, la isla principal del archipiélago de Zanzíbar, al norte de Dar es-Salam a través del canal de Zanzíbar. También sirve como la capital del Distrito Urbano de Zanzíbar. En 2002 su población era de 205.870 personas.
La ciudad de Zanzíbar se compone de dos partes principales, Stone Town y Ng'ambo (literalmente: "Ciudad de piedra" y "el otro lado" respectivamente), las dos áreas están históricamente divididas por un arroyo, ahora marcado por una calle grande. Stone Town es el centro histórico de la ciudad, fue la antigua capital del sultanato de Zanzíbar entre 1856 y 1964. Debido a su singular arquitectura y cultura, ha sido declarada por la UNESCO Patrimonio de la Humanidad en 2000. Ng'ambo es mucho más grande y es la zona moderna que se ha desarrollado alrededor de Stone Town después de la Revolución de Zanzíbar, con edificios de oficinas y bloques de apartamentos grandes, como los de la vecindad Michenzani.

## Historia
Desde la unión de las dos principales tradiciones culturales para formar la civilización suajili, en la costa este de África. Una serie de ciudades portuarias fueron desarrolladas bajo la influencia del interior de África y de las tierras del Océano Índico. Hubo una confederación de pequeños estados de la ciudad costera conocida como la Barra Zenj (Imperio Negro) que operaba entre los siglos VIII y X. El mejor conservado de estas ciudades: Zanzíbar, cuyo nombre se deriva de la palabra perso-árabe que significa "la costa de los negros".
La primera de estas ciudades ha sido excavada en Unguja Ukuu en la isla de Zanzíbar, donde se ha encontrado vestigios del siglo V d. C. romano y cerámica islámica. Muy cerca se encuentra la mezquita de principios del siglo XII en Kizimkazi. Estos son algunos de los muchos sitios que han producido evidencia de la existencia en los siglos nombrados, de una civilización extensa y altamente desarrollada, que probablemente llegó a su apogeo en Kilwa en el siglo XIV.

### Dominación portuguesa
La economía suajili se desestabilizó con la llegada de los portugueses a finales del siglo XV. Tras la visita de Vasco de Gama en 1499 a su regreso de la India, los portugueses establecieron un protectorado sobre la costa suajili o costa suajili o Zanguebar, como parte de sus actividades comerciales. Se vieron obligados a establecerse de forma permanente, cuando fueron desafiados por los turcos del imperio otomano y más tarde por las potencias europeas rivales. Algunas de las iglesias y casas de algunos comerciantes fueron construidos en Zanzíbar, donde se había producido un pueblo de pescadores (Shangani) de sencillas casas de adobe y barro con techo de hojas de palma desde el siglo X. Más tarde se añadió una enorme fortaleza en la orilla del mar. Sin embargo, la influencia portuguesa era limitada, y llegó a su fin a finales del siglo XVII, cuando fueron expulsados de la Fortaleza Jesús en Mombasa.
El papel comercial portugués fue asumido gradualmente por los árabes de Omán, la negociación de granos, pescado seco, marfil y esclavos. El gobernante de Omán, Seyyid Said, la convirtió en la capital de su dominio. Hubo un gran aumento en el número de edificios en piedra, una técnica de última instancia, que se derivan de los Shirazis de Persia a través del gran centro comercial de Kilwa.
El comercio de esclavos no asumió grandes proporciones hasta el siglo XVIII, después, cuando fueron requeridos en grandes cantidades para las plantaciones de azúcar de Francia en las islas del Océano Índico y el Caribe. La dislocación de la trata de esclavos como resultado de las guerras entre ingleses y franceses en el siglo XIX dio lugar a una importante proporción de ellos que se utilizan en las plantaciones de clavo en la isla de Zanzíbar.

### Influencia oriental
El siglo XIX vio también una gran expansión en el comercio en la región del Océano Índico. La dinastía islámica de gobierno de Zanzíbar y sus comerciantes (indios, suajili, árabe, y los africanos del interior) se hizo muy rico y embelleció la ciudad de piedra de palacios y mansiones finas. Estos fueron construidos en una variedad de estilos y tradiciones, que se fusionaron y se homogeneizaron en una arquitectura característica suajili.
La primera fase se desarrolló después de la partida de los portugueses, cuando el gobernante, Mwinyi Mkuu Hasan, despejó la tierra en la península más allá de su palacio. Fue colocado por los inmigrantes suajili de otras partes de la costa y por los árabes desde el Hadhramaut, que construyó las residencias de estilo indígena. El alminar de la mezquita data de este período.
En el siglo XIX esta tradición suajili fue abrumado por nuevos estilos traídos por las inundaciones de los inmigrantes. Fue en este momento que surgió la llamada "casa swahili", basado en el estilo anterior, pero con los detalles y técnicas importadas. Los omaníes introdujeron una tradición completamente distinta, la de los bloques de varios pisos construidas masivamente construido en coral con mortero y con techos planos. Sin embargo, el clima húmedo de Zanzíbar resultó en estos techos están sustituyendo rápidamente por tejados inclinados de hierro corrugado o azulejos. Ellos eran sencillas en apariencia, la única característica externa llamativa ser las puertas de madera talladas. Por el contrario, los interiores estaban ricamente decoradas y amuebladas.
Los comerciantes indios comenzaron por la compra de casas de Omán y la adición de amplios corredores, pero en la segunda mitad del siglo XIX que estaban construyendo casas de elaborada decoración que recuerda el haveli gujarati. Sin embargo, la característica de la casa de la India tenía una tienda en la fachada de la calle, con los cuartos que viven en la parte trasera. Como los propietarios se hicieron más ricos, a menudo añaden un segundo piso, la zona residencial de ser totalmente en el piso superior y el inferior se limita a las actividades comerciales.
El desarrollo urbano moderno se puede considerar que han comenzado durante el reinado del sultán Barghash (1870-1888). Se había quedado impresionado por los pueblos de la India durante su exilio allí en 1860 y los de Europa en 1875, y él trató de emularlos. Su contribución más notable de la arquitectura de la ciudad de piedra fue la Casa de las Maravillas, pero su mayor legado fue la provisión de agua potable a la ciudad.

### En torno a la Revolución de 1964
La fase final del desarrollo arquitectónico vino con la llegada de los británicos en 1890, cuando Zanzíbar se convirtió en un protectorado británico. Ellos importan su arquitectura colonial, pero, bajo la influencia del arquitecto John Sinclair, introdujo una serie de características derivadas de la arquitectura islámica de Estambul y Marruecos. Los británicos introdujeron regulaciones estrictas de construcción y ampliado los servicios públicos. Medidas de planificación urbana se promulgaron desde la década de 1920 en adelante.
El último cuarto del siglo XIX vio aumentada la actividad misionera de Europa, dando lugar a la construcción de las catedrales anglicanas y católicas, en el gótico y el románico, respectivamente. La catedral anglicana fue inspirado por David Livingstone y construido en el sitio del último mercado de esclavos, la trata de esclavos después de haber sido llevado a su fin por los británicos.
La ascendencia árabe llegó a su fin con la Revolución de Zanzíbar y la creación de la República Unida de Tanzania. Esto llevó a muchos cambios sociales y económicos profundos. Muchos de los más ricos comerciantes y artesanos árabes e indios abandonaron el país, abandonando sus bellas casas y edificios comerciales. Los inmigrantes de las zonas rurales y la vecina isla de Pemba fueron adaptados por el gobierno en estos edificios, que se deterioró como consecuencia de la falta de mantenimiento. La nueva construcción en la ciudad de piedra llegó a su fin a finales de 1960 y principios de 1970, cuando el desarrollo se concentra en las zonas de expansión. En la década de 1980 comenzó la construcción de nuevo, introduciendo estilos contemporáneos y materiales que estaban fuera de armonía con el tejido histórico.

## Climatología
| Parámetros climáticos promedio de Zanzíbar | Parámetros climáticos promedio de Zanzíbar | Parámetros climáticos promedio de Zanzíbar | Parámetros climáticos promedio de Zanzíbar | Parámetros climáticos promedio de Zanzíbar | Parámetros climáticos promedio de Zanzíbar | Parámetros climáticos promedio de Zanzíbar | Parámetros climáticos promedio de Zanzíbar | Parámetros climáticos promedio de Zanzíbar | Parámetros climáticos promedio de Zanzíbar | Parámetros climáticos promedio de Zanzíbar | Parámetros climáticos promedio de Zanzíbar | Parámetros climáticos promedio de Zanzíbar | Parámetros climáticos promedio de Zanzíbar |
| Mes                                        | Ene.                                       | Feb.                                       | Mar.                                       | Abr.                                       | May.                                       | Jun.                                       | Jul.                                       | Ago.                                       | Sep.                                       | Oct.                                       | Nov.                                       | Dic.                                       | Anual                                      |
| ------------------------------------------ | ------------------------------------------ | ------------------------------------------ | ------------------------------------------ | ------------------------------------------ | ------------------------------------------ | ------------------------------------------ | ------------------------------------------ | ------------------------------------------ | ------------------------------------------ | ------------------------------------------ | ------------------------------------------ | ------------------------------------------ | ------------------------------------------ |
| Temp. máx. media (°C)                      | 33.4                                       | 34.1                                       | 34.2                                       | 31.7                                       | 30.6                                       | 30.0                                       | 29.3                                       | 29.8                                       | 31.0                                       | 31.7                                       | 32.4                                       | 33.0                                       | 31.8                                       |
| Temp. media (°C)                           | 28.5                                       | 28.8                                       | 28.8                                       | 27.5                                       | 26.6                                       | 25.9                                       | 25.2                                       | 25.1                                       | 25.6                                       | 26.1                                       | 27.1                                       | 28                                         | 26.9                                       |
| Temp. mín. media (°C)                      | 23.6                                       | 23.6                                       | 23.5                                       | 23.4                                       | 22.7                                       | 21.8                                       | 21.2                                       | 20.5                                       | 20.2                                       | 20.6                                       | 21.9                                       | 23.1                                       | 22.2                                       |
| Precipitación total (mm)                   | 69                                         | 65                                         | 152                                        | 357                                        | 262                                        | 59                                         | 45                                         | 44                                         | 51                                         | 88                                         | 177                                        | 143                                        | 1512                                       |
| Fuente: Climate-Data.ORG                   |                                            |                                            |                                            |                                            |                                            |                                            |                                            |                                            |                                            |                                            |                                            |                                            |                                            |

## Patrimonio de la Humanidad
La Ciudad de Piedra de Zanzíbar es un magnífico ejemplo de las ciudades comerciales swahilíes del litoral del África Oriental. Ha conservado el tejido y paisaje urbano prácticamente intactos, así como muchos edificios soberbios que ponen de manifiesto la peculiar cultura de la región, en la que se de han fundido y homogeneizado a lo largo de más de mil años, la ONU lo ha nombrado como lugar con elementos muy diversos de las civilizaciones de África, Arabia, India y Europa.

## División administrativa

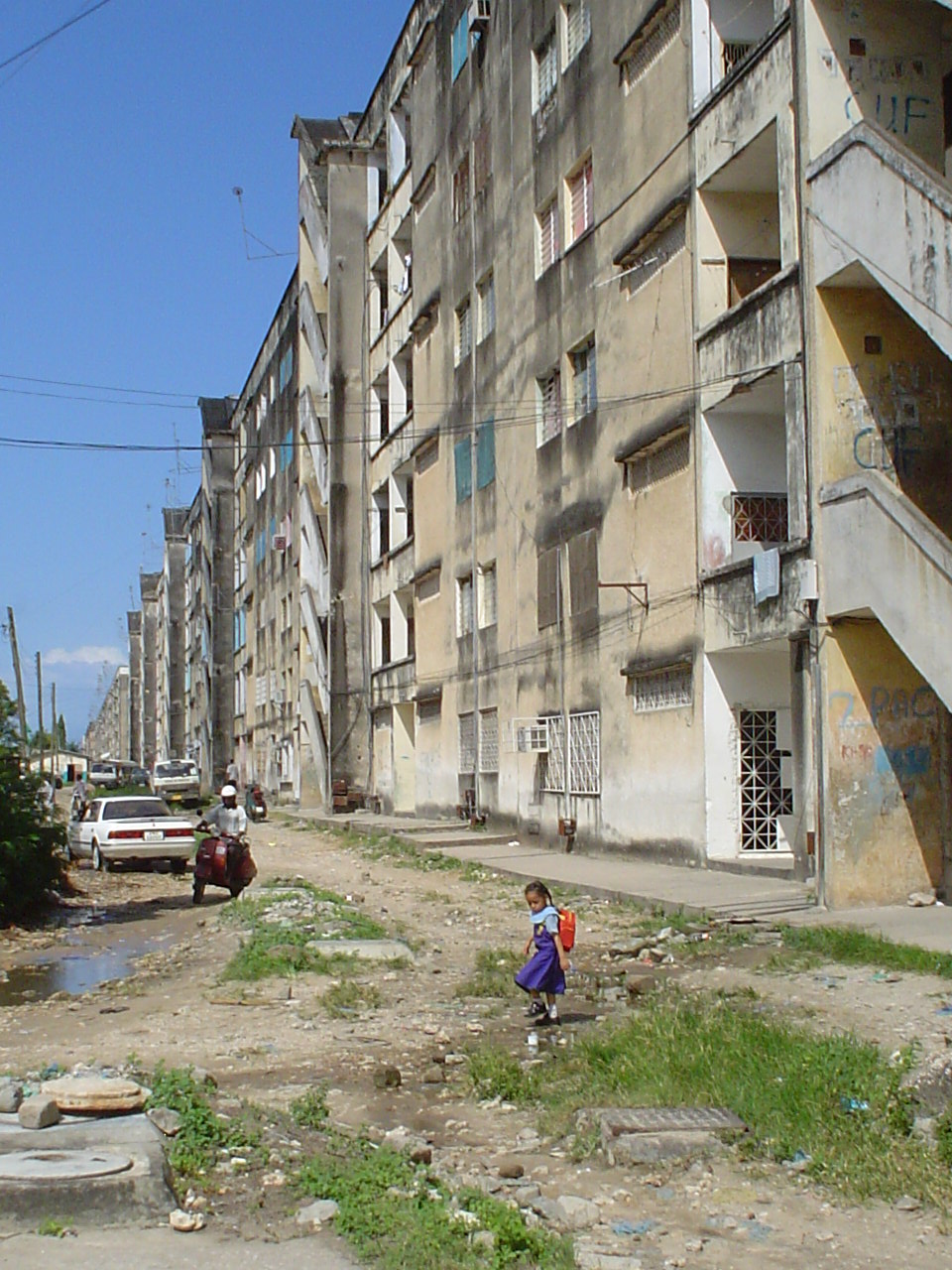
Apartamentos del barrio de Michenzani.

El Distrito Urbano de Zanzíbar está dividido administrativamente en 40 distritos (wards):
| Nr. | Distrito (Shehia) | Población 2002 |
| --- | ----------------- | -------------- |
| 1   | Shangani          | 2062           |
| 2   | Mkunazini         | 1829           |
| 3   | Kiponda           | 971            |
| 4   | Malindi           | 1525           |
| 5   | Mchangani         | 1205           |
| 6   | Mlandege          | 1225           |
| 7   | Muembe Ladu       | 1752           |
| 8   | Gulioni           | 1283           |
| 9   | Makadara          | 2837           |
| 10  | Shaurimoyo        | 4296           |
| 11  | Muembe Makumbi    | 4384           |
| 12  | Chumbuni          | 5360           |
| 13  | Kwamtipura        | 4696           |
| 14  | Kilimahewa        | 4095           |
| 15  | Amaani            | 2859           |
| 16  | Nyerere           | 6810           |
| 17  | Sebleni           | 2458           |
| 18  | Magomeni          | 5697           |
| 19  | Mpendae           | 6258           |
| 20  | Urusi             | 6291           |
| 21  | Kilimani          | 1524           |
| 22  | Miembeni          | 2601           |
| 23  | Kikwajuni Juu     | 1323           |
| 24  | Kikwajuni Bondeni | 1283           |
| 25  | Kisima Majongoo   | 2235           |
| 26  | Vikokotoni        | 946            |
| 27  | Mwembetanga       | 1488           |
| 28  | Mwembeshauri      | 1118           |
| 29  | Rahaleo           | 1038           |
| 30  | Kwaalamsha        | 1848           |
| 31  | Mikunguni         | 1669           |
| 32  | Mkele             | 3180           |
| 33  | Muungano          | 2638           |
| 34  | Sogea             | 2359           |
| 35  | Jang'ombe         | 3011           |
| 36  | Kidongo Chekundu  | 1165           |
| 37  | Matarumbeta       | 1394           |
| 38  | Kwahani           | 2211           |
| 39  | Kwaalinato        | 2647           |
| 40  | Karakana          | 3213           |
|     | Zanzíbar urbano   | 206 292        |

## Transportes
El Aeropuerto Internacional de Zanzíbar está ubicado a 5 kilómetros al sur de la ciudad de Zanzíbar, y cuenta con conexiones a otros puntos de África oriental, Oriente Medio y Europa. Inicialmente contaba con una terminal operativa, pero en enero de 2011 se inició la construcción de una segunda terminal que permitirá al aeropuerto aumentar su capacidad hasta el millón y medio de pasajeros cuando esté completada.